# 黔江武陵山机场
黔江武陵山机场为中国内地一支线机场，位于重庆市黔江区舟白镇，原名黔江舟白机场，2011年11月改为现名。工程按满足2010年旅客吞吐量12万人次，高峰小时旅客吞吐量108人次设计；飞行区按满足CRJ-200、ERJ-145、多尼爾328等支线客机使用要求设计，跑道长2400米、宽45米，两侧道肩各宽1.5米，道面厚度预留发展余地。站坪满足2架C类飞机自滑进出使用要求。机场总投资6亿元。
2010年8月26日，黔江机场建设全部完成。2010年11月22日首航。黔江机场2012年旅客吞吐量83,832人次，在中国国内机场排名146位。

## 修建过程
该机场于2005年1月正式动工，为民用支线机场，跑道长度2400米，宽度45米。适用机型为多尼尔328、CRJ200、ERJ145和新舟60等飞机起降。项目总投资6亿元。

## 航线
2025年夏秋航季（3月30日至10月25日）
| 航空公司             | 目的地           |
| -------------------- | ---------------- |
| 华夏航空（G5）       | 重庆             |
| 春秋航空（9C）       | 昆明、上海/浦东  |
| 华夏飞滴（通用航空） | 万州、梁平、永川 |

## 资料来源
1. ↑  .   [2012-04-02]. （原始内容存档于2020-08-11）.
2. ↑  .   [2011-11-07]. （原始内容存档于2012-04-25）.
3. ↑  .   [2011-11-07]. （原始内容存档于2019-06-10）.